# Carlo Facchini (allenatore)
Carlo Facchini, detto Tino (Milano, 22 marzo 1920 – Milano, 30 giugno 2010), è stato un dirigente sportivo, allenatore di calcio e calciatore italiano, di ruolo portiere.
È deceduto nel 2010 all'età di novant'anni.

## Carriera

### Giocatore
Ha iniziato la carriera nell'Alleanza di Milano e nelle giovanili del Milan, nel ruolo di portiere.
Tra le squadre in cui militò da professionista, si ricorda il Varese (fino al 1942) in cui in una sola stagione neutralizzò 9 rigori su 11, ed il Fanfulla con cui disputò 12 gare nel campionato di Serie B 1942-1943. Dal 1946 al 1948 tornò a difendere la porta del Varese.

### Allenatore
Iniziò la carriera di allenatore sulla soglia dei quarant'anni, dimostrando ottime qualità lungo il prosieguo della sua carriera, non riuscendo tuttavia mai ad approdare in massima serie..
Guidò Novara, Lazio, Verona e Palermo in serie B, nonché Legnano, Cremonese e Pro Vercelli in serie C.

### Dirigente
Dopo aver chiuso con la carriera di allenatore, divenne dirigente di alcune società, tra le quali due delle sue ex squadre, ovvero il Novara e la Pro Vercelli.

## Palmarès

### Giocatore

#### Competizioni nazionali
- Serie C: 1

Varese: 1941-1942